# Sergio Leone
Sergio Leone (Roma, 3 de gener de 1929 - 30 d'abril de 1989) fou un director de cinema italià, conegut pels seus spaghetti western.

## Biografia

### Joventut
Fill del director de cinema Vincenzo Leone, que signava els seus films amb el pseudònim de Roberto Roberti i el qual va ser un realitzador de cert prestigi en la dècada de 1910, sobretot per les pel·lícules en què va dirigir Francesca Bertini, la diva per excel·lència de les pantalles italianes en el període de la Primera Guerra Mundial. La seva mare, Edvige Valcarenghi, també havia gaudit de certa popularitat com a actriu amb el pseudònim de Bice Waleran, però en casar-se amb Roberto Roberti el 1916 es va retirar per dedicar-se a la família. El petit Sergio va venir al món dotze anys després, una cosa que per als usos i costums de l'època no es podia considerar un èxit.
Les relacions amb els seus progenitors van ser sempre molt estranyes. Va adorar el seu pare i es va distanciar de la seva mare. Quan Sergio va néixer, la carrera de Roberto Roberti estava ja liquidada i vivia de les rendes dels films de la Bertini. D'altra banda, el vell cineasta estava convençut que això de les pel·lícules no era una bona ocupació i va obligar al seu fill a matricular-se en Dret, carrera que no va acabar. La devoció de Sergio pel seu pare queda reflectida en el pseudònim escollit per al seu primer western: «Bob Robertson».

### Entra al món del cinema
Aprofitant les amistats del seu pare, Sergio va començar a treballar d'aprenent sense sou, entre d'altres en els films operístics de Carmine Gallone entre el 1946 i 1949, fent d'extra, per exemple de seminarista a El lladre de bicicletes (1948), el clàssic neorealista de Vittorio De Sica. A poc a poc es va consolidar com a ajudant de direcció, i va reeixir a col·laborar en tres superproduccions americanes rodades a Cinecittà, entre elles Quo Vadis (1951) de Mervyn LeRoy, Helena de Troia (1955) de Robert Wise, Ben Hur (1959) de William Wyler o Història d'una monja (1959) de Fred Zinnemann.
El seu nom apareix també com a guionista en cinc pel·lícules no dirigides per ell: Afrodite idea dell 'amore (1958), Nel segno di Roma (1959), Le sette sfide (1961), Romolo e Remo (1961) i Le verdi bandiere di Allah (1963).
Un dels realitzadors amb els quals Leone va col·laborar més en aquells anys va ser Mario Bonnard, que havia estat un dels galants més cotitzats del cinema italià, coetani i bon amic del seu pare, que amb el temps s'havia passat a la direcció. El 1959, Bonnard va dirigir a Espanya una nova versió de la novel·la d'Edward Bulwer-Lytton Gli ultimi giorni di Pompei, pensada pel lluïment del «Mr. Univers» Steve Reeves, llavors famós arran de la pel·lícula Le fatiche di Ercole, dirigida per Pietro Francisci, però en el moment de començar el rodatge cau greument malalt i Leone s'ha de fer càrrec de la pel·lícula amb la col·laboració de Sergio Corbucci, que uns anys després arribaria també a la fama amb els seus westerns.
Encara que no va poder signar la pel·lícula, el resultat va agradar als productors que li van permetre rodar la seva primera pel·lícula oficial El colós de Rodes (1960). Aquest pèplum és un dels títols més capdavanters del gènere, ja que es va plantejar gairebé com una superproducció, en la qual es va invertir una suma considerable en decorats. La història, la típica de rebel·lió contra el tirà, és fluixa, però el guió està desenvolupat amb gran agilitat i no avorreix en cap moment, mentre que la posada en escena manté sempre prou tensió visual i treu molt bon partit de recursos narratius presos en gran part del còmic d'aventures.
Tot just acabat el rodatge d'El Colós, Leone és contractat per la poderosa companyia Titanus de Goffredo Lombardo com a ajudant de direcció a un altre pèplum de pressupost elevat en el qual col·laboren empreses americanes, concretament la 20th Century Fox i Joseph E. Levine: Sodoma i Gomorra (1962). El film consta d'una sèrie de peripècies més aviat insípides, només reforçat per la banda sonora del gran Miklós Rózsa i alguna esporàdica ostentació visual. El director titular és l'americà Robert Aldrich, molt prestigiós en aquest moment. El paper de Leone hi és divers: d'una banda és el responsable de la segona unitat i com a tal hauria d'ocupar-se de les escenes de masses, però també serveix per cobrir la quota de personal italià que exigien els sindicats. En realitat, la seva autèntica tasca en aquesta pel·lícula mai ha sigut aclarida.

### Trilogia del dòlar
Després de dos anys d'inactivitat cinematogràfica, els productors de westerns de baix pressupost Arrigo Colombo i Giorgio Papi, amb forts problemes de liquiditat, volen produir una pel·lícula amb un pressupost enfocat molt a la baixa i pensen en Sergio Leone.

#### Per un grapat de dòlars
Leone era un bon cinèfil i estava al corrent del que s'estrenava. Segur que havia vist Els set magnífics (1960) de John Sturges i The Outrage (1964) de Martin Ritt que ambientaven a l'Oest històries desenvolupades per Akira Kurosawa al seu Japó natal (Shichinin no Samurai i Rashōmon, respectivament), sense pensar-s'ho dues vegades decideix fer el mateix amb un altre film de Kurosawa, Mercenari (1961, distribuït a Itàlia com La sfida del samurai), que va convertir en Per un grapat de dòlars amb la col·laboració en el guió de Duccio Tessari.
El pressupost és tant baix que ni poden pagar els actors que en aquells moments protagonitzaven els pèplum i westerns de gamma baixa. Llavors li recomanen un actor nord-americà, Clint Eastwood, que protagonitza una sèrie televisiva de texans transhumants. Se li envia un contracte amb unes pretensions econòmiques molt modestes, i l'accepta. Després de moltes dificultats degudes a la fugida de diversos tècnics per no cobrar, la pel·lícula s'estrena a la darreria de l'estiu de 1964 a Florència amb els noms de l'equip tècnic i artístic camuflats amb pseudònims anglosaxons. Sense anar més lluny, Sergio Leone fa servir el pseudònim Bob Robertson.
S'estrena a Florència perquè cap cinema de Roma la volia, gairebé sense aparell publicitari, distribuïda per una empresa de mitjà calibre, la Unidis. La publicitat aporta pocs i imprecisos dades sobre l'origen de la producció i els responsables artístics i financers. Cap dels seus protagonistes no sonen per res. Sembla que potser es tracta d'un dels molts westerns que s'han projectat a Itàlia amb més pena que glòria, en moltes ocasions, destinada a passar desapercebuda, un de tants westerns ignorats tant pel públic com per la crítica. D'acord amb la seva condició de producte menor, Per un grapat de dòlars no estaria en cartell més d'una setmana, però quan arriba el moment de retirar-la, el propietari del local s'adona que fa unes recaptacions espectaculars: la gent surt entusiasmada i la recomana als amics i familiars. Ningú no n'era conscient, però havien assistit al naixement del que aviat es denominaria, amb un cert ànim pejoratiu, spaghetti western. L'èxit de la pel·lícula va revelar el nom dels seus responsables: el realitzador Bob Robertson era Sergio Leone i el compositor Dan Savio era Ennio Morricone. L'èxit de públic a Itàlia, però, s'acompanya d'una certa reticència per part de la crítica «seriosa», per la qual l'únic western digne de tal nom és l'americà.
A Catalunya, la pel·lícula queda aparcada fins que comencen a assabentar-se de l'èxit a Itàlia i s'estrena amb un any de retard, a més amb molt poc èmfasi: a Barcelona, per exemple, s'exhibeix a partir del 26 de setembre de 1965 en un cinema de categoria, al Coliseum, però només durant una setmana (entre dues estrenes «importants», és a dir, americanes) i per cobrir la quota de cinema nacional requerida per l'administració.
Que el personatge principal d'un western no tingui un punt de noblesa en la seva conducta fou un element tan insòlit que feu que als Estats Units no es país i, per tant, no fos reeixida, fins al punt que quan el febrer de 1975 el film de Leone va passar per primera vegada a la televisió americana ho va fer amb un pròleg en què l'heroi era alliberat de la presó on se suposa que complia condemna i se li oferia el perdó a canvi de «netejar» el turbulent Sant Miguel. De totes maneres, el tema de la violència gratuïta, recurrent sempre que es parlava de Leone en el seu moment, va adquirir nous matisos després que deixebles seus de l'altre costat de l'Atlàntic, Peckinpah i Tarantino, per citar-ne només els més importants, el superessin amb escreix.
Els grans beneficis a la taquilla italiana van tenir un efecte secundari indesitjat. Kurosawa s'assabenta del plagi i la seva productora posa una querella a la Jolly, però la cosa es va resoldre amistosament amb la cessió dels drets d'explotació en els països orientals.
Amb l'èxit i un pressupost més adequat, ara amb la producció d'Alberto Grimaldi, comencen les seves obres més personals i continua la famosa trilogia de westerns, també coneguda com a «Trilogia del dòlar», en coproducció amb diversos països europeus i rodada a la regió de Tabernas, a la província d'Almeria, a Espanya, així com en les proximitats de Carazo a la Sierra de la Demanda (Burgos). La trilogia va obtenir un inesperat gran èxit, que va conduir el western al seu últim període cinematogràfic, l'anomenat spaguetti western, gènere molt conreat en el cinema dels 70. El personatge creat per Eastwood, «l'home sense nom», és el prototip d'antiheroi de l'spaguetti western. Home dur i solitari, sense escrúpols ni sentiments i mogut pels diners. D'aquesta manera Leone crea una icona del cinema, personalitat ruda, poques paraules, mirada de gel, invencible en múltiples duels. Sempre vestit amb un ponxo gastat i un cigar als llavis, és capaç de matar a sang freda, si és necessari per l'esquena, per aconseguir el seu objectiu. És un personatge que es convertirà en estereotip en múltiples films i que influirà de manera decisiva directors, actors i fins i tot els dibuixants de còmic actuals.

#### Per qualche dollaro in più
El desafiament a la moralitat del western clàssic tindrà continuïtat en una seqüela titulada a Itàlia Per qualche dollaro in più. Aquí Leone agafa com a personatge un caça-recompenses o bounty hunter. Tot i que aquest tipus de personatges que es dedicaven a capturar delinqüents per als quals s'havia posat preu i que rarament dubtava entre les opcions «viu o mort», ja havia aparegut en alguns westerns «autèntics» però sempre com una mena de «braç esquerre de la llei» que deixava una última oportunitat a les seves preses i mai li passava per la ment la idea de tirotejar-los per l'esquena.
Aquí no hi ha un protagonista únic sinó dos, i tots dos són caça-recompenses. Un l'interpreta de nou Clint Eastwood, que segueix sent el «home sense nom» però ara té un sobrenom, «el manxol», pel fet que gairebé no utilitza el braç dret, sempre preparat per desenfundar. L'altre és un senyor madur amb un arsenal portàtil d'armes per a totes les eventualitats i que deu ser un exmilitar, ja que es fa dir coronel Mortimer. L'actor que li dona vida és un altre descobriment: Lee Van Cleef, un oblidat secundari de trets afilats i mirada cruel que portava força temps allunyat dels estudis per problemes amb la beguda. Tot i que va ser l'alternativa que el pressupost permetia (Leone preferia Henry Fonda o Robert Ryan), va resultar tot un encert que va permetre a un fracassat vint anys d'inesperada fama.
Hi ha un tercer personatge, l'Indi, que l'interpreta Gian Maria Volonté, contra el qual els altres dos s'uneixen per lluitar. Per tenir més números per no agradar als Estats Units, se'l pot definir com a sàdic, sacríleg, de sexualitat viciada i, a més, addicte a la marihuana.
Per qualche dollaro in più és una pel·lícula rodona, que quan s'estrena a Nadal de 1965 és rebuda, amb tota la raó, com l'obra mestra del westem europeu. El guió és en aquesta ocasió més treballat, els diàlegs curts i sentenciosos, la formidable utilització dels paisatges d'Almeria que Leone visita per primera vegada (el rodatge a Andalusia de Per un grapat de dòlars va ser fet per un segon equip a càrrec de Franco Giraldi), les composicions de tot el repartiment (amb una intervenció, breu però sonada, de Klaus Kinski) i, no s'ha d'oblidar la música de Morricone. De fet, Leone, comença a planificar les seves seqüències en funció del comentari musical i no a l'inrevés, i d'aquesta manera aconsegueix fer inoblidable l'escena final del duel entre Mortimer i l'Indi, una barreja de bacchiana brasilera i bolero a base de trompeta i carilló.
El film arrasa a tot Europa i la seva fama arriba per fi als Estats Units, on la United Artists li compra a Grimaldi els drets d'exhibició mundial (a excepció d'Itàlia, Espanya i Alemanya) per 900.000 dòlars. Però la crítica segueix escrivint retrets de tipus moral. El western clàssic no defugia la violència i la maldat, però defensava sempre uns valors: l'amistat, la família, la llei, l'honor, la construcció d'una nació… Cap d'ells no s'entreveuen en aquests films.

#### El bo, el lleig i el dolent
El seu tercer western es defineix de seguida com una continuació dels anteriors, el que després es coneixerà com a «trilogia del dòlar», la diferència és que ara comptarà amb un pressupost molt superior que li permetrà contractar, a més dels ja coneguts Eastwood i Van Cleef, el prestigiós actor de caràcter Eli Wallach. El guió s'encarrega de nou a Vincenzoni. El títol fa referència al trio protagonista: El bo, el lleig i el dolent.
La història combina amb gran habilitat una banal caça del tresor amb l'èpica de la guerra civil americana, però igual que passava en els dos films anteriors la trama en si és menys important que la forma com està explicada, el gust pels detalls, les sarcàstiques sortides de to, l'evolució tipus road movie i, el que és més important, el conjunt de referències a les dues pel·lícules anteriors. El film aporta sobretot novetats derivades directament de la folgança de mitjans tècnics, amb una acurada recreació ambiental, on destaca la mostra d'armes de foc, exhaustiva i sempre molt ajustada a l'època: l'estrella és l'estilitzat revòlver Colt Army de 1851.
Quan apareix a les pantalles italianes El bo, el lleig i el dolent, als Estats Units estan a punt de veure, per fi, les seves predecessores. Recolzades per una astuta campanya publicitària, aconsegueixen grans beneficis a taquilla, fan de Clint Eastwood una estrella i canvia definitivament l'estètica d'un gènere que al seu país d'origen estava gairebé en vies d'extinció.

### Trilogia sobre la història d'Amèrica
Després d'aquesta trilogia no deixa la temàtica del western i filma una de les seves obres mestres, Fins que li va arribar l'hora, un western crepuscular rodat a Cinecittà, Almeria i als mateixos escenaris nord-americans als quals va rodar la major part de les seves pel·lícules el seu admirat John Ford.
Després d'un període més dilatat, torna al cinema, gairebé per obligació, amb Abaixa el cap, maleït!, que té menys èxit que els seus films precedents i es basa en la revolució mexicana. Aquesta pel·lícula la dirigeix a última hora a causa de problemes amb el director escollit. Finalment, dirigeix la que molts consideren la seva obra mestra, Hi havia una vegada a Amèrica, un «western modern» basada en l'època dels gàngsters. A Europa va tenir un gran èxit tot i les quatre hores de durada, però als Estats Units es va oferir una versió retallada de gairebé dues hores, a més d'alterar el seu muntatge (la història va ser explicada linealment i no com en l'original en què s'utilitzen flashback).
Sergio va tenir sempre al seu costat un amic d'infància que encara va fer més les seves pel·lícules, el compositor Ennio Morricone.
Sergio Leone morí el 1989 quan preparavala pel·lícula Leningrad, duta al cinema anys després.

## Filmografia
- 1957: Taxi... Signore? Curtmetratge.
- 1959: Els últims dies de Pompeia
- 1961: El colós de Rodes substituí per malaltia a Mario Bonnard, però no apareix als crèdits.
- 1962: Sodoma e Gomorra, substituí a Robert Aldrich però als crèdits apareix com a director de segona unitat.
- 1964: Per un grapat de dòlars, basada en la pel·lícula Mercenari d'Akira Kurosawa
- 1965: Per qualche dollaro in più
- 1966: El bo, el lleig i el dolent
- 1968: Fins que li va arribar l'hora
- 1971: Abaixa el cap, maleït!
- 1984: Hi havia una vegada a Amèrica